# Смор
Смор (англ. S’more від англ. some more — «ще трішки») — традиційний американський десерт, який діти готують на багатті у дворі або в літньому таборі в Північній Америці, Мексиці та інших країнах, що складається з підсмаженого маршмелоу і плитки шоколаду, затиснутих між 2 «грем-крекерами» таким чином, що гарячий маршмелоу плавить шоколад перш ніж застигнути, склеївши крекери. Походження самого десерту невідомо, але перший опублікований рецепт знаходиться в «Tramping and Trailing with the Girl Scouts» в 1927 році. Рецепт записано Лореттою Скот Кру.

## Приготування
Смор традиційно готують на багатті, але їх також можна приготувати вдома в духовці або в мікрохвильовій печі. Зефір зазвичай нанизується на металевий або дерев'яний шампур і нагрівається над вогнем, поки він не стане золотисто-коричневим. Потім теплий зефір додається поверх половини крекера Грехема і шматочку шоколаду. Друга половина крекера додається зверху.

## Види
Різні кондитерські вироби, що містять крекер Грехема, шоколад та зефір, часто продаються як різновиди сморів, але вони не обов'язково нагріваються або подаються в тій же формі, що і традиційні смори. Одними з прикладів є вироби компанії Hershey's. Печиво Pop-Tarts також є різновидом смору.

## Галерея

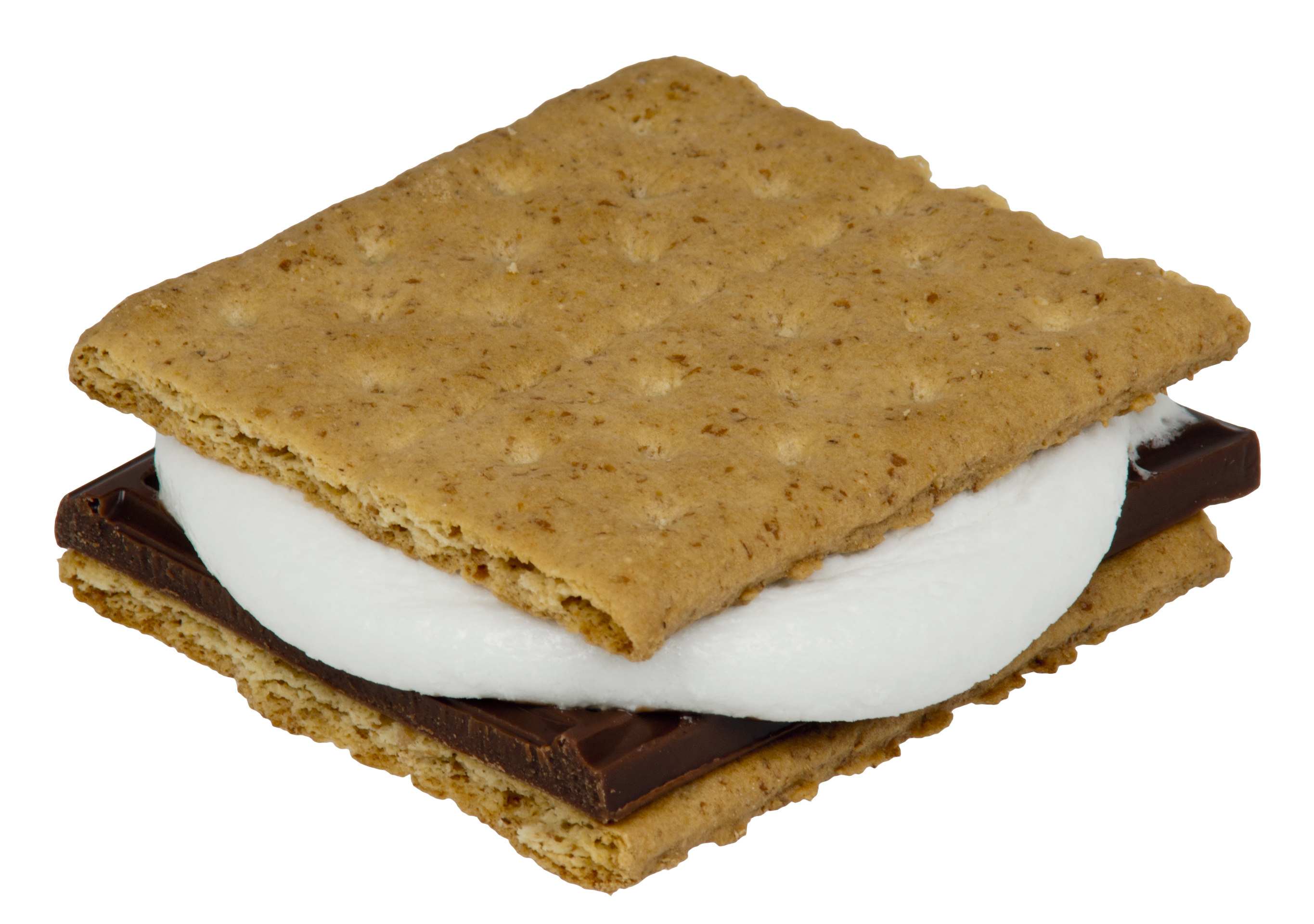
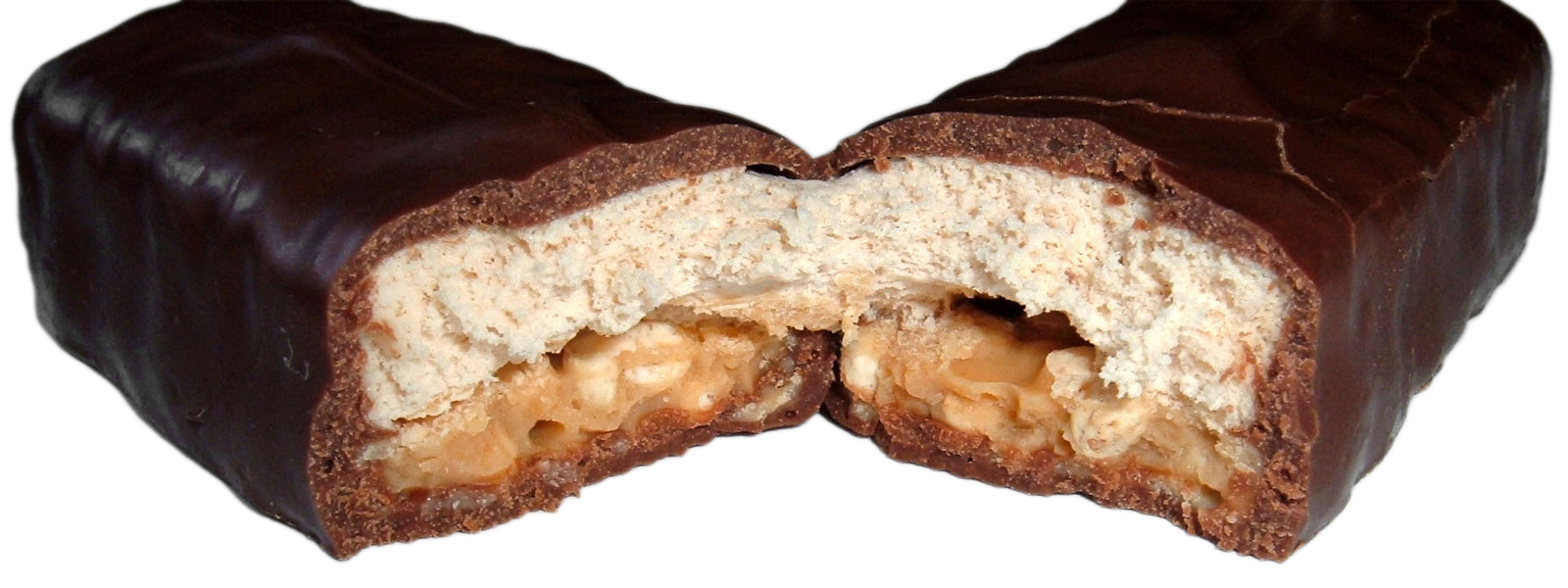
Смори компанії Hershey's зсередини
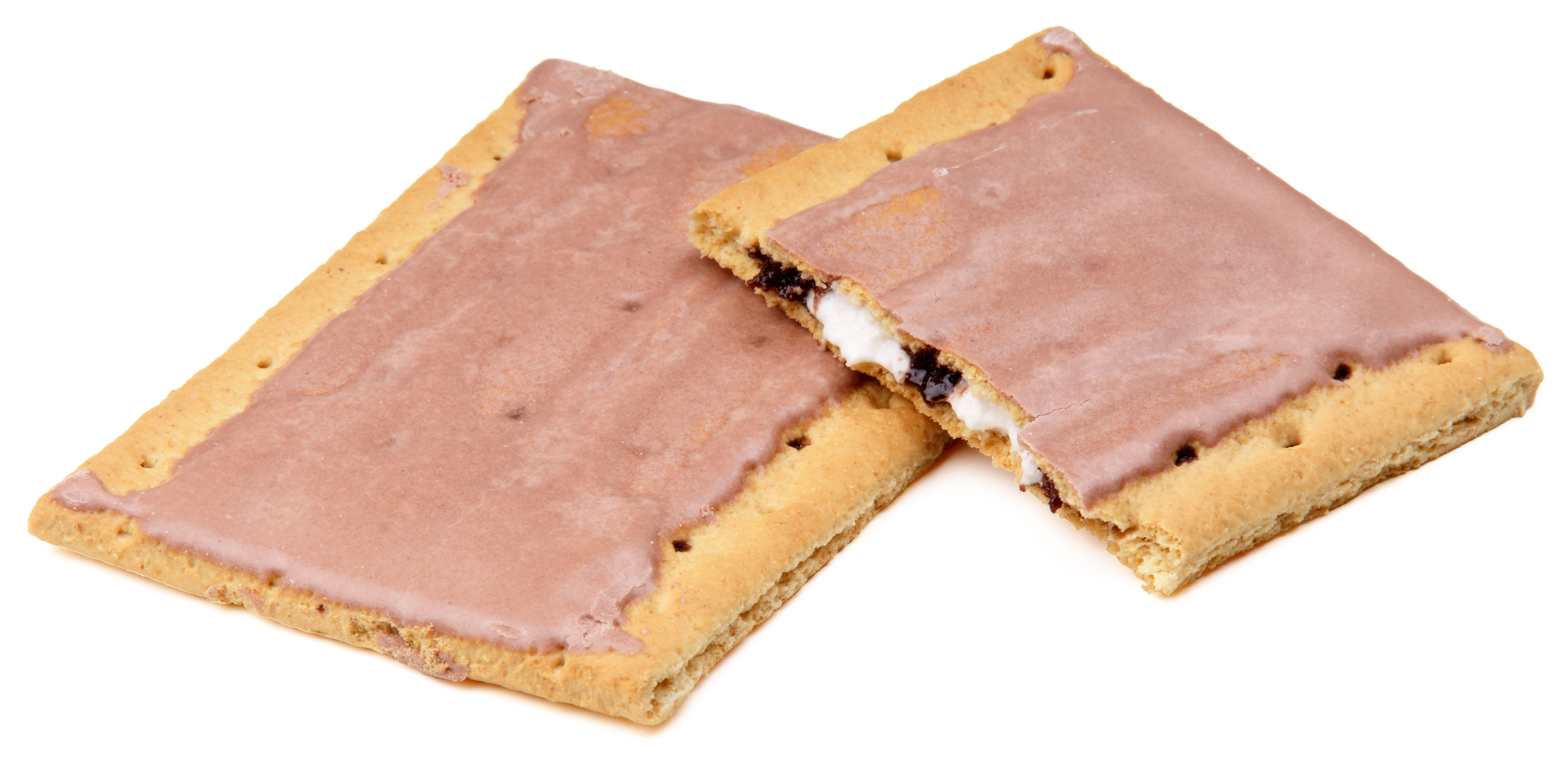
Смори у вигляді печива Pop-Tarts
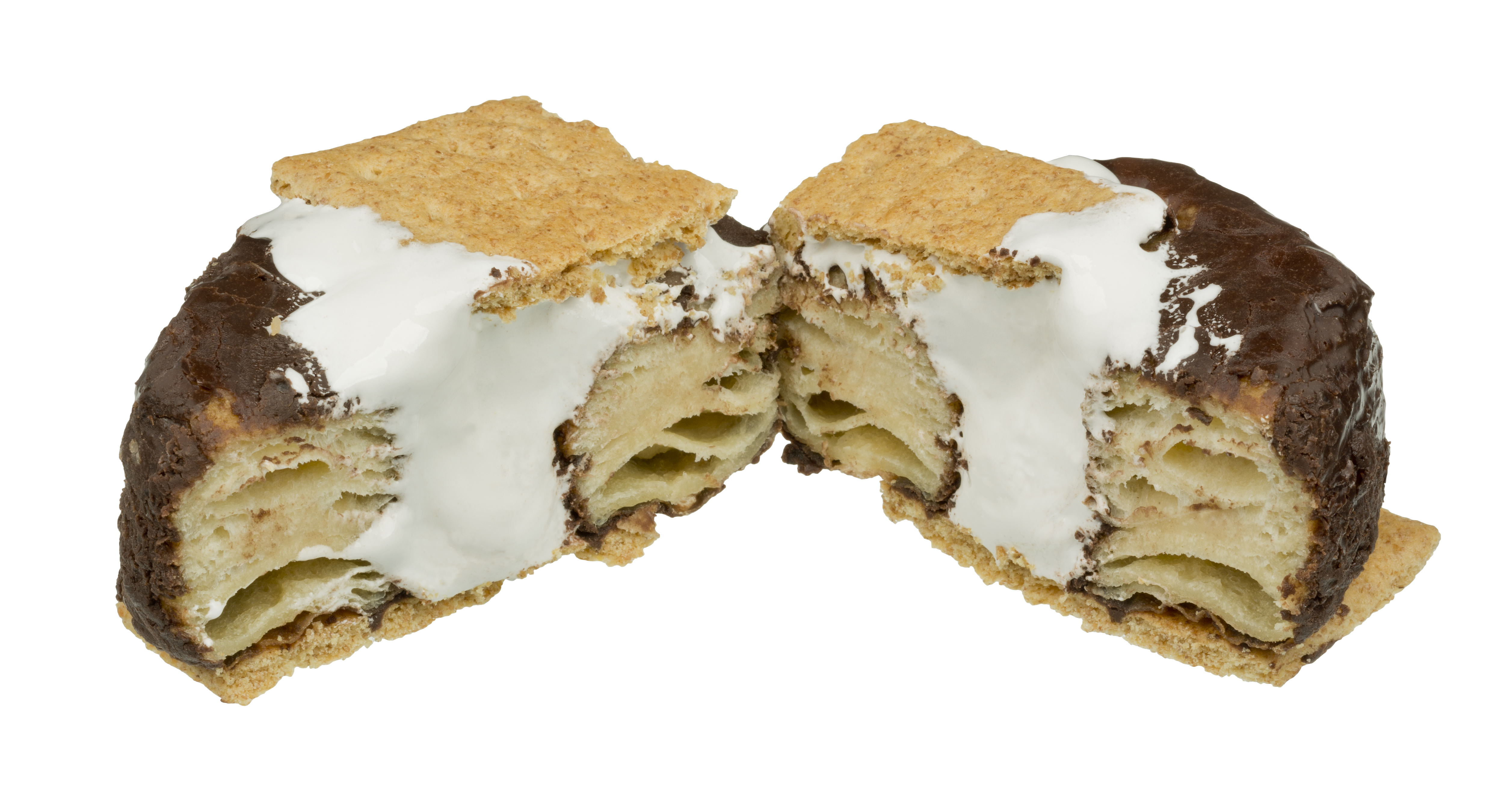
Смори у вигляді крончиків з Donut Pub
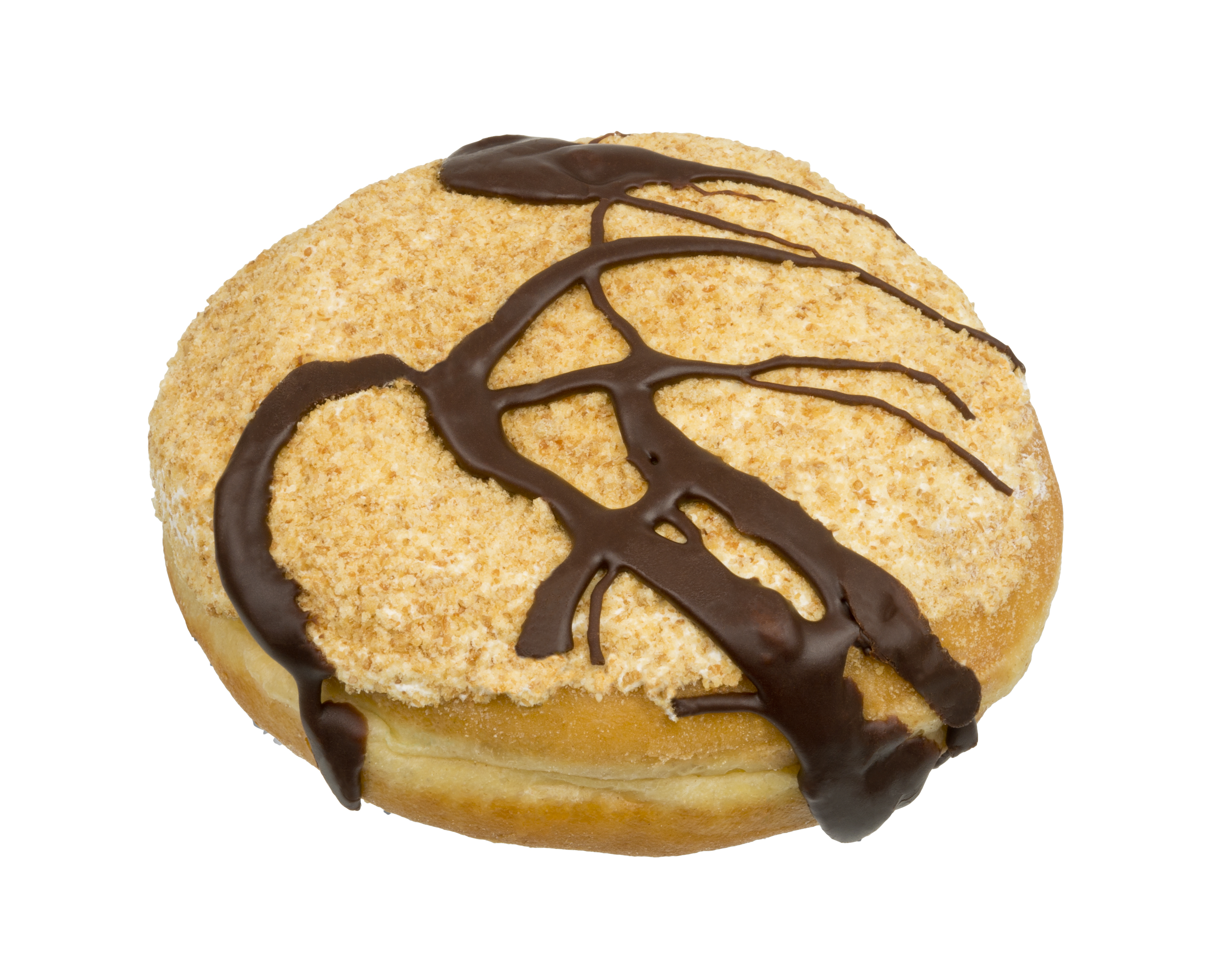
Смори у вигляді пончиків з Peter Pan Bakery